# 김주영 (1983년)
김주영(1983년 9월 3일 ~ )은 대한민국의 배우이다.

## 학력
- 백제예술대학교 뮤지컬과
- 동국대학교 영상대학원 공연예술학과(석사)

## 드라마
- 2015년 KBS1 《징비록》
- 2015년 KBS1 《오! 할매》
- 2015년 JTBC 《디데이》- 홍종학 역
- 2016년 KBS2 《페이지터너》
- 2016년 ~ 2017년 KBS1 《빛나라 은수》
- 2017년 MBC 《세가지색 판타지 - 우주의 별이》
- 2017년 SBS 《달콤한 원수》
- 2019년 KBS2 《하나뿐인 내 편》

## 공연
- 2011년 : 서울탱고
- 2019년 : 갈매기

## 뮤지컬
- 2014년 : 락앤롤

## 뮤직
- 2013년 : 타루 - Rainy
- 2015년 : 더룸 - 어젯밤에 라면을 끓이다